# Joris De Vos
Pour les articles homonymes, voir Devos.
Joris De Vos, né le 13 décembre 1889 à Schoten et décédé après une représentation cinématographique le 4 novembre 1942 à Termonde fut un homme politique belge catholique. 
De Vos fut docteur en droit (1926) et greffier (honoraire).
Il fut élu sénateur de l'arrondissement de Termonde-Saint-Nicolas (1936-mort).

## Sources
- Bio sur ODIS